# 14047 Kohichiro
14047 Kohichiro eller 1995 WG5 är en asteroid i huvudbältet som upptäcktes den 18 november 1995 av de båda japanska astronomerna Kazuro Watanabe och Kin Endate vid Kitami-observatoriet. Den är uppkallad efter astronomen Kohichiro Morita.
Den tillhör asteroidgruppen Vesta.